# ゴールキーパーグローブ

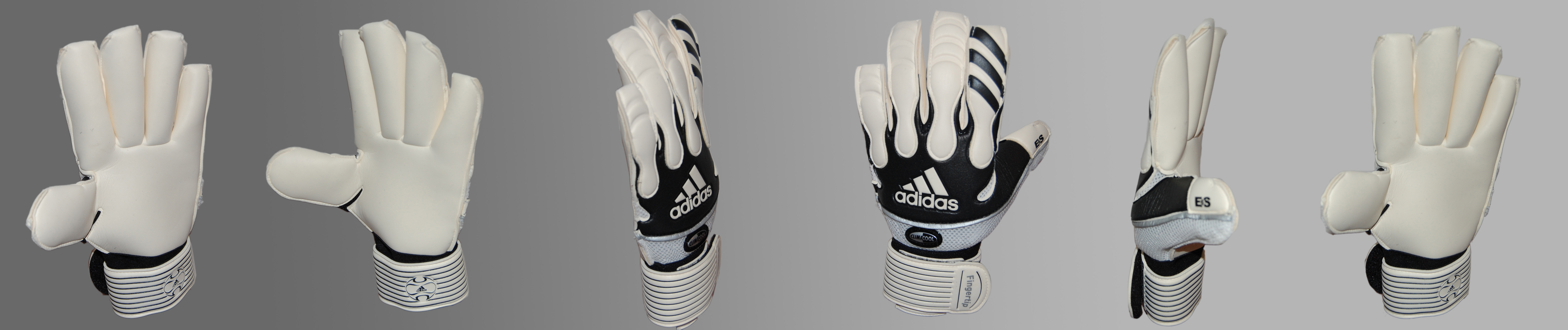
キーパーグローブの外観

ゴールキーパーグローブ（goalkeeper glove）とは、サッカーにおいてゴールキーパーが着用する防具である。キーパーグローブとも呼ばれる。キーパーの命でもあり今ではグローブ専用のメーカーも多数出ていてどれもハイクオリティーな物となっている

## 概要

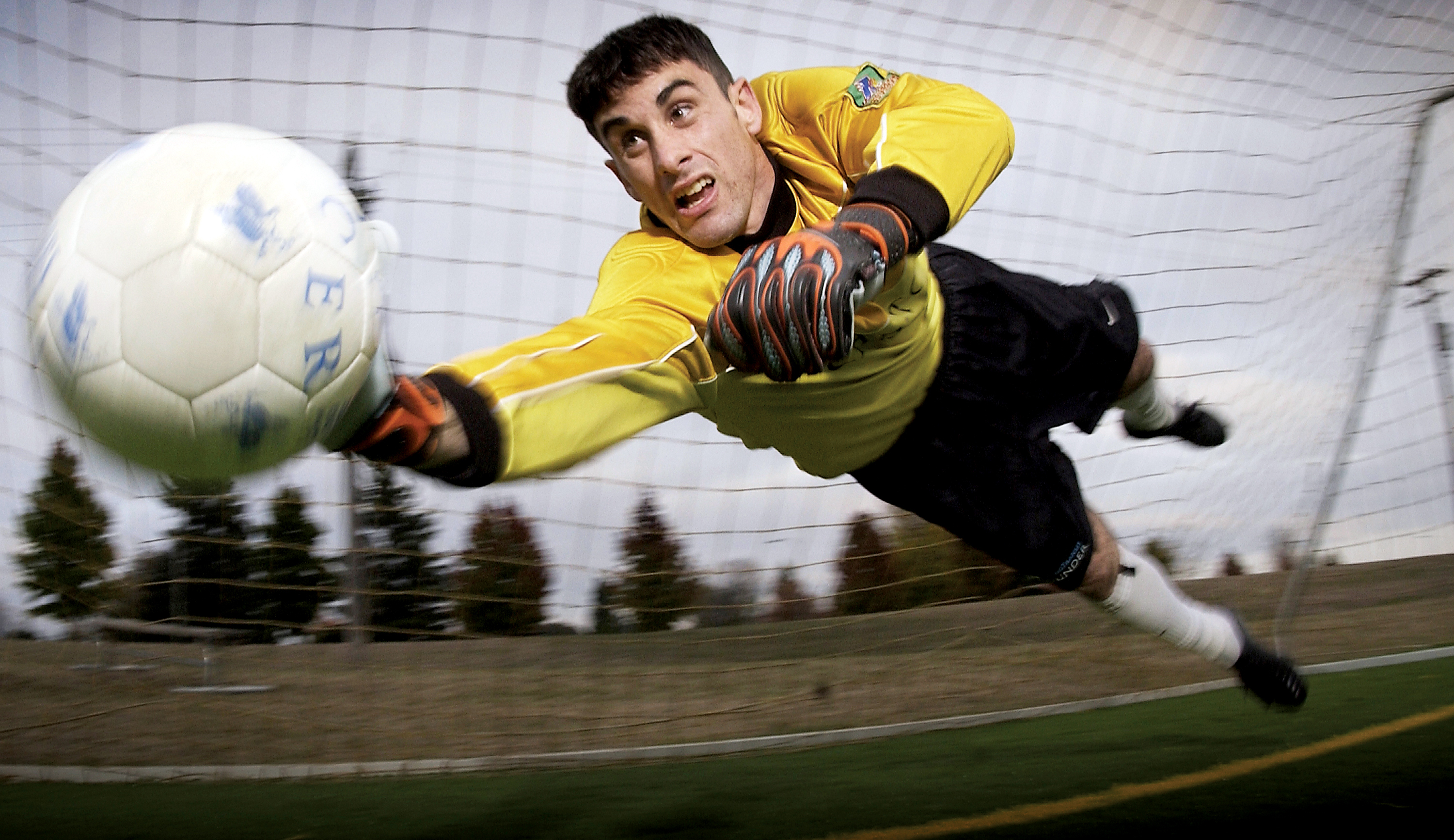
キーパーグローブを着用したサッカーのゴールキーパー

キーパーグローブには、シュートの衝撃から手を守り、ボールを取りこぼしにくくする効果がある。
手のひら部分はスポンジ等の衝撃吸収材とその上のパームと呼ばれる多孔質の素材の二層構造になっており、シュートの衝撃から手を保護し、またシュートをキャッチする際、滑り止めの役割を果たしボールを取りこぼしにくくする効果がある。このパーム素材の多くは非常にやわらかく、磨耗しやすいため硬い土や人工芝のグラウンドでは簡単に磨り減ってしまったり、砂が孔の中に入り込むことで滑り止め効果がなくなってしまう（現在では磨耗耐久性に優れた素材も多いが、そういった素材は滑り止め効果が弱かったり、素材が硬かったりすることが多い）。
また少量の水分を含ませることで滑り止め効果が強くなるが、雨等で水分を多量に含みすぎると滑り止め効果がなくなってしまう。この問題を克服するため、水分の浸透を防ぐ素材などが開発、販売されている。
手の甲部分はメーカーやモデルによって違うが、パンチングする際ボールが滑らないよう、また遠くまでボールを飛ばせるようラテックス等のゴム系の素材が張られているものや、雨天時の使用の際に水を吸って重くならないために樹脂製の素材を使用しているものがある。
さらに、骨の役割を果たすプロテクターが内蔵されているものもある。
これらは主にプラスチック製で指の曲がる方向には曲がるが逆方向には曲がらない。このためシュートが指に当たった際指の逆反りや突き指を防ぐ機能を持つ。
また、キーパーグローブは内部が汗により非常に高温・多湿となったり、雑菌が繁殖して悪臭がするようになる。この臭いを消すために、デオドラントスプレー（消臭剤）なども販売されている。

## 歴史
今日のような形に近いポリウレタン製のキーパーグローブは1970年代初頭に西ドイツのウールシュポルト社により開発され製造されたのがはじまりとされる。それまで試合中にキーパーが手袋の類を着用することは珍しいことだった。
日本では日本サッカーリーグ (JSL) の各チームのキーパー達は1970年代中盤までは軍手に滑り止めを付けたものや革製の手袋を使用することが多く、なかには素手でプレーする選手もいた。こうした特注のキーパーグローブが市場に流通されていない時代には、JSLの公式戦において釜本邦茂の放った威力のあるシュートをキーパーが捕球した際に手の指が裂けたという逸話も残されている。
1980年代に入り最先端のグローブの輸入がはじまり、西ドイツのウール社とロイシュ社の独占市場となっていた。1990年代に入ると従来の二社に加えて日本国内のスポーツメーカーが市場に参入し、1993年のJリーグの開幕後は企業側が広告宣伝効果を狙い、各クラブのレギュラークラスのキーパーへの自社製品の売り込みが過熱化した。契約選手には企業から年間に数十のグローブが提供されるが、多くのキーパーは1試合ごとにグローブを入れ替えるなど消耗品として扱われる傾向があり、使用済みグローブは主に練習の際に使用される。ジャンルイジ・ブッフォンの場合、年間50試合で20対のグローブを使っている。一方、一般の競技者が一人あたり年間にグローブを購入する機会は2.5回とされ、商品としての単価に比してその寿命は短い。

## エピソード
- Jリーグの清水エスパルスで活躍したシジマールの現役当時は、キーパーグローブを嵌める習慣がなかったため、砂糖水を掌に塗って乾かしベト付かせる事で滑り止めにしていたと言う（NHKのクイズ番組で正解としてコメント）。現在はキーパーグローブ専用の滑り止め液やムースなどが販売されている。
- EURO2004の準決勝、PK戦の場面において、ポルトガル代表のリカルド・ペレイラは、キーパーグローブを外した素手の状態で6人目の選手のシュートをセーブし、チームの勝利に貢献した。
- サッカーと良く似た競技にフットサルがあるが、フットサルではフットサル用キーパーグローブが各メーカーから販売されているが、ボールを投げることが多いフットサルでは素手でプレーするプレイヤーも多い。ただし、サッカー以上に近距離から、サッカーボールより重いボールのシュートを素手で受けることを考えると慣れないうちはグローブをつけることが望ましい。